# Bánh mì và rạp xiếc

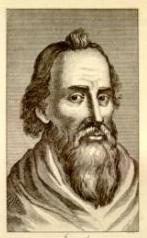
Thi sĩ Juvenalis.

"Bánh mì và rạp xiếc" (tiếng Latinh: "panem et circenses") là một thành ngữ hoán dụ được diễn đạt từ tác phẩm châm biếm thứ mười của nhà hùng biện người La Mã cổ đại là Juvenalis. Cụm từ được dùng theo nghĩa bóng để chỉ trích nỗ lực của một nhà nước nhằm làm thụ động công dân của mình trong việc sẵn sàng mua chuộc bằng thức ăn và thú vui.

## La Mã cổ đại

### Bối cảnh

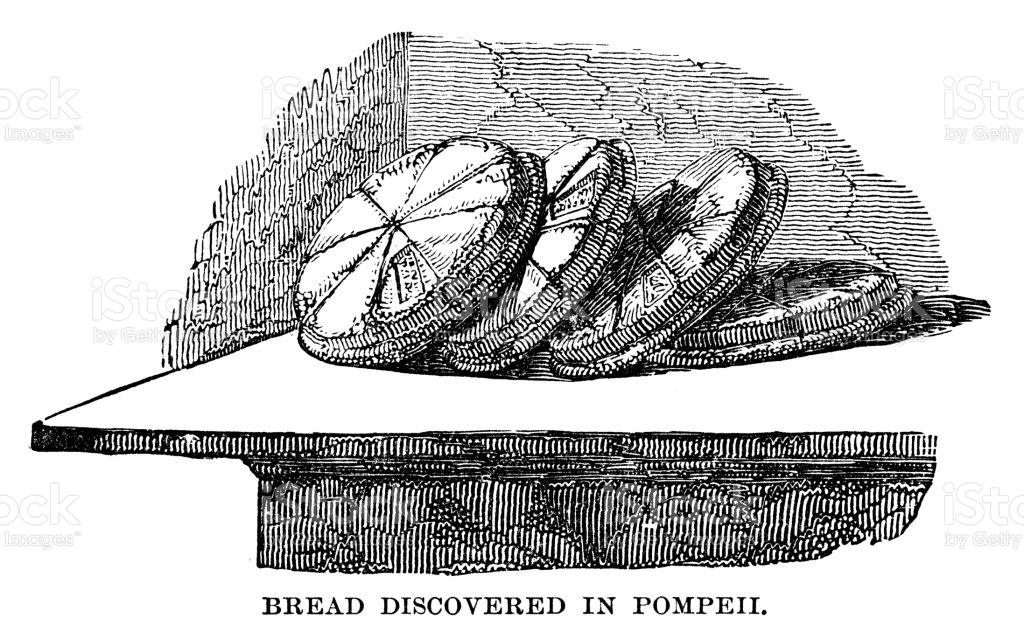
ecce panis, loại bánh mì được khai quật từ Pompeii.

Ngay từ thời Cộng hòa La Mã, Julius Caesar đã ra lệnh cung cấp và phân phát lúa mì miễn phí hoặc bán với giá rất rẻ cho những người nghèo nhất. Nguồn cung cấp ngũ cốc và hạt dole thường xuyên có thể dự đoán được là một phần trong chiến lược của giới lãnh đạo La Mã nhằm duy trì, ít nhất là ở mức độ mà họ sẽ không bắt đầu bạo loạn.
Các khoản quyên góp kinh tế cho khoảng 200,000 công dân La Mã được hưởng và bằng cách tổ chức một số buổi biểu diễn công cộng hoành tráng như những trận chiến khủng khiếp của các đấu sĩ và những trận chiến tàn khốc với động vật và trên hết là các cuộc đua xe ngựa kéo diễn ra trong những công trình khổng lồ đặc biệt như Circus Maximus và Đấu trường La Mã. Đồng thời, giới quý tộc giàu có thường tổ chức các trò lạc thú để người dân có thể tham dự miễn phí.
Từ panem (trong tiếng Anh là Bread) nói về giá trị của bánh mì trong văn hóa La Mã cổ đại. Tiền xu khắc hình của Annona, nữ thần thu hoạch và ngũ cốc. Thương mại và bánh mì bị ràng buộc bởi cơ quan chịu trách nhiệm cung cấp ngũ cốc (the curanotnae) có quyền kiểm soát đáng kể dân số. Đất nông nghiệp của người La Mã không thích hợp cho việc trồng ngũ cốc, nó phục vụ cho rau và trái cây, nhưng nguồn cung cấp địa phương phải được bổ sung bằng ngũ cốc nhập khẩu từ Ý, Bắc Phi và Ai Cập để cung cấp cho thành phố La Mã, tập trung kiểm soát công cộng ở một nơi không chắc.
Giá ngũ cốc thường được sử dụng làm nền tảng cho các chính trị gia dân túy, vì thị trường tự do có nghĩa là giá cả không thể đoán trước và mang lại lợi thế cho các thương gia. Về sau này trong lịch sử của La Mã, sự bất công khiến các hoàng đế La Mã phải cung cấp ngũ cốc miễn phí hoặc trợ cấp để nuôi dân chúng, điều này tạo cảm hứng cho bài thơ Satire X đã thúc đẩy toàn bộ chuyện này.
Khái niệm cung cấp những thứ miễn phí và những trò tiêu khiển vui vẻ này, cùng với sự suy đồi khác của thế giới La Mã, như một phần đã dẫn đến sự sụp đổ của Đế chế La Mã.

### Cách sử dụng cụm từ
| [...] iam pridem, ex quo suffragia nulli / uendimus, effudit curas; nam qui dabat olim / imperium, fasces, legiones, omnia, nunc se / continet atque duas tantum res anxius optat, / panem et circenses. [...] | [...] Đã từ rất lâu rồi, kể từ khi họ thậm chí còn chẳng buồn mua phiếu bầu của chúng ta. Công chúng đã thoái thác nhiệm vụ; đối với giới bình dân mới ngày nào còn quan tâm đến luật pháp được ban hành ra sao, ai là chỉ huy quân đội, chức vụ dân sự cấp cao, quân đoàn La Mã chinh phạt đến đâu - nay đã trở thành những kẻ thèm khát không gì ngoài hai thứ: bánh mì và rạp xiếc. [...] |
| —Juvenalis, Satire 10.77–81 | |

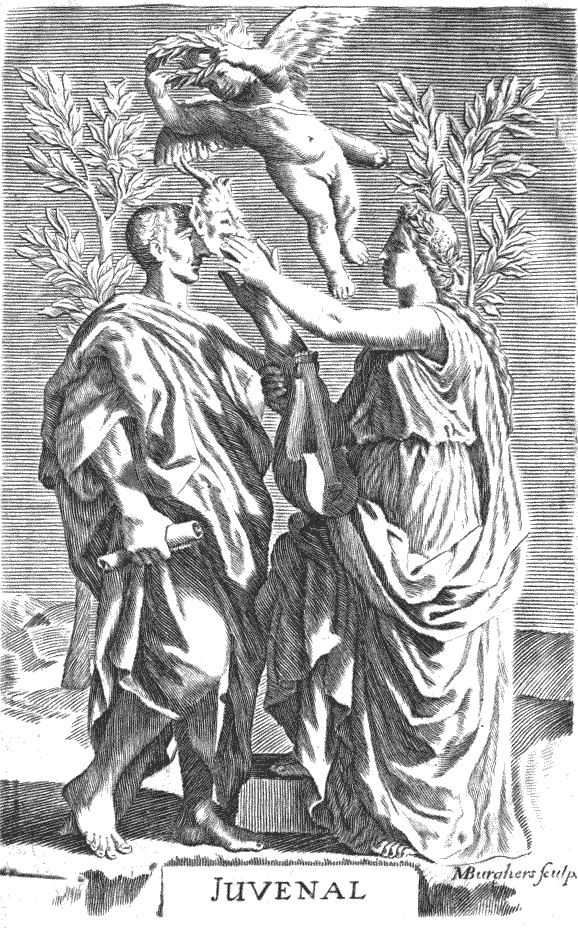
Trang đầu của tập thơ châm biếm Satire X

Trên thực tế, khái niệm này lần đầu tiên được mô tả vào thời La Mã cổ đại bởi thi sĩ Juvenalis, được lấy từ một dòng trong bộ sưu tập những bài thơ trào phúng của ông gọi là Satire X, khoảng năm thứ 100 của Công nguyên.
Trong bối cảnh đó, cụm từ panem et circenses (nghĩa là bánh mì và rạp xiếc) xác định sự quan tâm duy nhất còn lại của người dân La Mã không còn quan tâm vào quyền thừa kế lịch sử của họ để tham gia vào chính trị.
Ở đây, Juvenalis thể hiện sự khinh thường của mình đối với Chủ nghĩa anh hùng đang suy giảm của người La Mã đương thời, ông sử dụng một loạt các chủ đề khác nhau bao gồm ham muốn quyền lực và ham muốn tuổi già để minh họa cho lập luận của mình.
Juvenalis đề cập đến thông lệ các nhà cầm quyền La Mã đã cung cấp thức ăn miễn phí cho công dân, các trò tiêu khiển thú vui và hình thức giải trí tốn kém như một phương tiện xoa dịu dân chúng để đạt được quyền lực chính trị. Ông cũng lên án để chỉ trích "sự ích kỷ" của dân chúng, những người tự nguyện đánh đổi quyền tự do dân chủ và thiếu hiểu biết về nghĩa vụ công dân được ưu tiên.

## Văn hóa đương thời
Trong bối cảnh chính trị, cụm từ này có nghĩa là tạo ra sự chấp thuận của công chúng, không phải bằng sự xuất sắc trong dịch vụ công hoặc chính sách công, mà bằng cách chuyển hướng, phân tâm hoặc bằng cách đáp ứng các yêu cầu cơ bản hoặc nhất thời của quần chúng. Ngoài văn hóa truyền thông, các chủ đề châm biếm của Juvenalis còn sử dụng ở các quốc gia phương Tây ngày nay về sự nổi bật như ví dụ về chủ nghĩa tiêu dùng và thể thao.

## Triết học
Khái niệm "bánh mì và rạp xiếc" cũng là một mô tả phù hợp cho Hệ tư tưởng thống trị. Hệ tư tưởng thống trị là một công trình kiến trúc của Chủ nghĩa Marx được minh chứng bởi ý tưởng rằng các tầng lớp khó khăn về kinh tế sẽ chấp nhận rằng số phận của họ vẫn như vậy.